# اينوك
شركة بترول الإمارات الوطنية (بالإنجليزية: Emirates National Oil Company)، المعروفة بالاسم التجاري اينوك (ENOC)، هي شركة بترول الوطنية في دبي، الإمارات العربية المتحدة، مقرها في جبل علي تأسست عام 1993، وهي إحدى شركات مؤسسة دبي للاستثمارات الحكومية، وتتبع اينوك أكثر من 30 شركة متخصصة في مجالات التكرير ومزج زيوت التشحيم والتخزين والطيران والبيع بالتجزئة.

## التاريخ
تأسست اينوك في عام 1993، وهي شركة مملوكة بالكامل لحكومة دبي، من خلال مؤسسة دبي للاستثمار. في عام 1999، افتتحت اينوك أول مصفاة نفط لها ، والتي أنتجت 120 ألف برميل يوميًا (19 ألف متر مكعب / يوم) وبتكلفة 1.5 مليار درهم إماراتي.
عام 2019 ، قدمت اينوك مشروعين رقميين جديدين في إطار برنامج التسريع (Next)، والذي تم إطلاقه في نفس العام:
- اينوك لينك، وهي خدمة للتزويد الوقود للسيارات.
- بيما (Beema)، وهي خدمة تأمين على المركبات عبر الإنترنت.[بحاجة لمصدر]

## العمليات
اينوك هو مجموعة النفط والغاز متعددة الفوائد وتعد مساهماً رائداً في عملية التنويع الاقتصادي والتنمية المستدامة في دولة الإمارات العربية المتحدة، ولها عمليات في دبي والإمارات الشمالية في الإمارات، على الرغم من أنها لا تملك عمليات في أبو ظبي، أكبر إمارة من الإمارات. اينوك تجهيز شركة (LCC) واحدة من الشركات التابعة لها، تدير مصفاة جبل علي في دبي.
تضم مجموعة اينوك العديد من الشركات التابعة ذات الصلة، عبر فئتين رئيسيتين:
1. عمليات الطاقة.
2. الخدمات العامة و تغطي قطاعات المنبع والوسط والمصب.

في يونيو 2015، استحوذت اينوك على النسبة المتبقية البالغة 46٪ من شركة دراجون أويل (Dragon Oil) مقابل 3.7 مليار جنيه إسترليني.

## الموظفين
يتألف مجلس الإدارة من الشيخ حمدان بن راشد آل مكتوم وسعيد محمد الطاير وأحمد شرف. الرئيس التنفيذي الحالي للمجموعة هو سيف حميد الفلاسي. يشغل محمد شرف منصب المدير المالي للمجموعة.

## الجوائز
- في عام 2018، حصلت المجموعة على جائزة ترانسفورم مينا برونز.[6]

- في عام 2020، فازت مجموعة اينوك بجائزة دبي الذهبية للجودة التي تكرّم الأداء المتميز للمؤسسات وذلك خلال حفل افتراضي أُقيم يوم 11 نوفمبر 2020.[7]
- في عام 2022 حصلت مجموعة اينوك على اثنتين من الجوائز تكريماً للمجموعة عن محطة الخدمة المستقبلية التابعة لها في إكسبو 2020 دبي.كما حصلت اثنتين من محطات الخدمة التابعة لهاعلى شهادات "الاتحاد العالمي للمعاقين"ونالت جائزة "سيف الشرف" من مجلس السلامة البريطاني للمرة الثانية؛ لتصبح بذلك واحدة من 94 منظمة حول العالم تحصد هذه الجائزة.[8]
- في عام 2023 حصلت مجموعة اينوك على عدة جوائز مرموقة من "جمعية الأفكار البريطانية"، ومجموعة دبي للجودة، ومجلة "إنترناشيونال بيزنس"، تقديراً لابتكاراتها وممارساتها المستدامة وقدراتها الرقمية.[8]
- حصلت مجموعة إينوك على جائزة تقديراً لجهودها في مجال الاستدامة، خلال نسخة 2024 من «مسابقة فكرة العام»، التي نظمتها جمعية الأفكار البريطانيةفي مانشستر بالمملكة المتحدة تحت شعار «المرونة من خلال الابتكار» وذلك عن أول محطة هيدروجين أخضر للمجموعة، تقع ضمن محطة «اينوك» للخدمة المستقبلية في مدينة إكسبو دبي.[9]

## دور الشركة في الاستدامة
حققت اينوك تقدماً كبيراً في رؤيتها المستدامة لمواكبة الطلب على الطاقة النظيفة حيث ساهمت اينوك في تقليل بصمتها الكربونية من خلال العديد من المبادرات التي تركّز على تلبية متطلبات الطاقة النظيفة.حيث تم اختبار وقود الطيران المستدام بالتعاون مع طيران الإمارات واتفاقيات الشراكة مع الجهات المحلية والدولية لتحويل النفايات البلدية الصلبة لإنتاج وقود الطيران المستدام. وتعمل الشركة على استكشاف الهيدروجين كوقود بديل، حيث قامت بتشغيل أول محطة لوقود الهيدروجين الأخضر والتي تمّ عرضها خلال مؤتمر الأطراف COP28 في دبي كما أوضحت مجموعة إينوك أنّها حققت خلال ساعة الأرض 2024 وفورات بلغت 4.8 ميغاواط ساعة من الكهرباء، أي ما يعادل تجنّب إطلاق 1944 كغ من انبعاثات ثاني أكسيد الكربون.